# Teitur Þórðarson
Teitur Þórðarson, (på andra språk än isländska kallad Teitur Thordarson, Teitur Thórdarson, och i Sverige stundom kallad Teitur Thordarsson med en av honom tolererad missuppfattning av isländsk genitiv) född 14 januari 1952 i Akranes, Island, är en isländsk fotbollstränare och tidigare spelare. Den 11 december 2007 blev han tränare för Vancouver Whitecaps FC. Han är storebror till Ólafur Þórdarson.

## Meriter

### Spelarmeriter

#### ÍA
- Isländsk mästare: 1970, 1974, 1975, 1977

#### Östers IF
- Fotbollsallsvenskan: 1978, 1980, 1981
- Svenska cupen: 1976/1977

### Tränarmeriter

#### Flora Tallinn
- Meistriliiga: 1997/1998, 1998
- Estländska cupen: Estländska cupen 1997/1998
- Estländska supercupen: 1998

#### Vancouver Whitecaps FC
- USL First Division: 2008

#### Barasat Euro Musketeers
- PLS: 2012[2]

### Fotnoter
1. ↑  ”Club brings in former Reykjavík and Estonia coach”. Uslsoccer.com. 11 december 2007. Arkiverad från originalet den 12 februari 2012. https://web.archive.org/web/20120212110213/http://www.uslsoccer.com/home/217410.html. Läst 30 januari 2012.
2. ↑  ”Indian Premier League Soccer: Cannavaro, Pires and Crespo to Show Off in Kolkata”. Ibtimes.co.uk. http://www.ibtimes.co.uk/articles/294406/20120207/premier-league-soccer-india-crespo-fabio-cannavaro.htm. Läst 21 mars 2012.